# Irma Bunt
Irma Bunt è uno dei principali henchman (tirapiedi) al servizio del villain Ernst Stavro Blofeld, antagonista di James Bond nel romanzo Al servizio segreto di sua maestà e nell'omonimo film del 1969. È stata interpretata da Ilse Steppat.

## Biografia

### Romanzo
Nei romanzi scritti da Ian Fleming Irma Bunt è la fedele compagna di Ernst Stavro Blofeld, il temuto capo della SPECTRE.
Appare per la prima volta nel romanzo Al servizio segreto di sua maestà dove accoglie Bond (travestitosi da Sir Hillary Bray) e lo conduce sul Piz Gloria, una montagna dell'Oberland Bernese dove si trova la clinica costruita da Blofeld per lo studio delle allergie.
Dopo che la clinica viene distrutta da 007, Blofeld e Irma Bunt riescono a fuggire e pianificano la loro vendetta. Il giorno in cui si celebra il matrimonio di James Bond e Teresa Di Vincenzo una macchina sorpassa i due e una mitragliatrice li crivella di colpi, uccidendo Tracy sul colpo, mentre Bond ne esce illeso.
Nel successivo romanzo Si vive solo due volte Blofeld e Irma Bunt si nascondono in un castello in Giappone come Mr. e Mrs. Shatterhand. I due coltivano nel giardino del castello piante velenose.
Seguendo le tracce dei due criminali Bond, deciso a vendicare l'omicidio di sua moglie, giunge nel castello dove viene catturato dagli uomini di Blofeld. Riuscito a liberarsi Bond riesce a tramortire Irma Bunt e a uccidere Blofeld, strangolandolo dopo un feroce duello con katane e bastoni.
Il destino del personaggio di Irma Bunt rimane incerto fino ad essere ripreso nel racconto 007 - La morte viene dal passato scritto da Raymond Benson. Nel romanzo Irma Bunt torna per vendicarsi di Bond, permettendo all'agente segreto di chiudere l'ultimo conto in sospeso.

### Film
Irma Bunt attende Bond (travestito da Sir Hillary Bray) e lo porta alla clinica. Il suo compito è di tenere sotto controllo la vita delle ragazze e di evitare qualsiasi contatto tra loro e Bond.
Quando questi seduce una delle pazienti, Ruby Bartlett, Irma Bunt prende il suo posto durante il successivo incontro tra i due e fa catturare l'agente segreto facendo così saltare la sua copertura.
Riuscito a scappare dalla clinica, Bond viene inseguito da Irma Bunt e i suoi uomini fino a giungere ad un mini-rally. Con l'aiuto inaspettato della contessa Teresa Di Vincenzo, Bond riesce a sfuggire ai suoi inseguitori.
Il giorno del matrimonio di Bond e Tracy, mentre sono a bordo dell'Aston Martin DBS, 007 si ferma a togliere i fiori dall'auto quando una Mercedes-Benz 600 li raggiunge. A bordo ci sono Blofeld, alla guida, e Irma Bunt che spara contro l'auto. Bond riesce a spostarsi appena in tempo, ma Tracy viene ferita a morte. 

## Altre notizie
Insolitamente per i film di James Bond, Irma Bunt è l'unica nemica che sfugge alla vendetta di 007, poiché il suo personaggio non si presenta più nei seguenti capitoli della saga (l'attrice Ilse Steppat morì poco dopo che il film aveva debuttato nelle sale cinematografiche).